# Batieckij
Batieckij (ros. Батецкий) – osiedle w obwodzie nowogrodzkim, centrum administracyjne rejonu batieckiego. Znajduje się w północno-zachodniej części obwodu, nad rzeką Udrajką, dopływem Ługi, 65 km na północny zachód od Nowogrodu i 140 km od Petersburga.
Znajduje tu się stacja kolejowa Batieckaja - węzeł linii Petersburg – Witebsk, z liniami do Ługi i Nowogrodu Wielkiego.